# Dendrochronologie

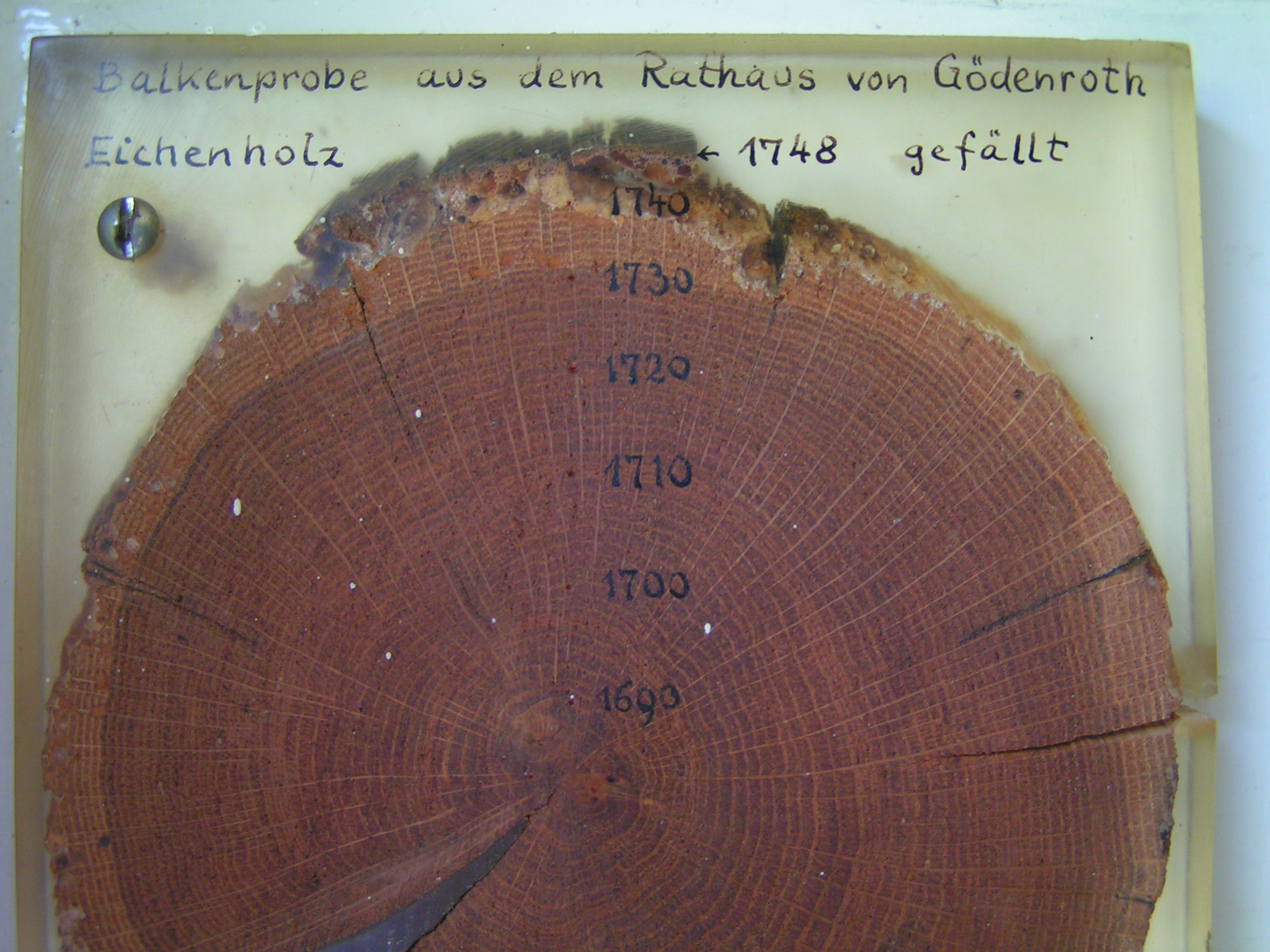
Balkenprobe aus dem Rathaus von Gödenroth (Eichenholz)

Die Dendrochronologie (von altgriechisch δένδρον déndron, deutsch ‚Baum‘, χρόνος chrónos, deutsch ‚Zeit‘, λόγος lógos, deutsch ‚Lehre ,Wissenschaft‘‘; also „Lehre/Wissenschaft vom Baumalter“, auch Baumringchronologie und Baumringdatierung genannt) ist eine Datierungsmethode der Geowissenschaften, der Archäologie, der Kunstwissenschaft und der Dendroökologie, bei der die Jahresringe von Bäumen anhand ihrer unterschiedlichen Breite einer bestimmten, bekannten Wachstumszeit zugeordnet werden. Der Begriff Dendrochronologie geht auf den US-amerikanischen Astronomen Andrew Ellicott Douglass (1867–1962) zurück. Die Dendrochronologie hat Beziehungen zu der Dendrologie (allgemeine Gehölzkunde).

## Grundlagen und Geschichte der Dendrochronologie
Jahresringe aus Jahren mit guten Wachstumsbedingungen sind breiter als solche aus Jahren mit schlechten Wachstumsbedingungen. Da für alle Bäume einer Art in einem bestimmten Gebiet die Lebensbedingungen annähernd gleich sind, weisen alle Bäume einer Art dieser Region etwa die gleiche charakteristische Abfolge von schmalen und breiten Jahresringen auf.
Erste Beschreibungen von Jahrringen sollen bereits bei Theophrast vorkommen. Die erste eindeutige Nennung von Jahrringen stammt jedoch aus dem 12. Jahrhundert aus China in einer Geschichte von Hong Mai. Erste Nennungen von Jahrringen aus Europa finden sich bei Leonardo da Vinci und Montaigne. Buffon und Duhamel haben 1737 zum ersten Mal Jahrringe mit einem historischen Ereignis verknüpfen können, nämlich mit dem besonders strengen Winter von 1708/09. Babbage hat in seinem „The Ninth Bridgewater Treatise“ (1837) sehr ausführliche theoretische Überlegungen zur Dendrochronologie geführt und bereits auf das „Cross-Dating“ hingewiesen. Im Laufe des 19. Jahrhunderts wurde vermehrt damit begonnen, Jahrringfolgen unterschiedlicher Bäume tatsächlich zu „überlappen“, z. B. von Arthur Freiherr von Seckendorff-Gudent.
Der Begründer der Dendrochronologie, Andrew E. Douglass, wollte anhand der Jahresringe einen Zusammenhang zwischen dem Erdklima und dem elfjährigen Zyklus der Sonnenflecken aufzeigen. Douglass entnahm als Erster Bohrkerne aus Bäumen, um mittels der Dicke der Jahresringe Informationen über die klimatischen Wachstumsbedingungen zu erhalten. Ganz unproblematisch ist dies jedoch nicht, da noch andere Faktoren beim Zuwachs der Bäume eine Rolle spielen, wie z. B. die Nährstoffzufuhr, die Konkurrenz durch Nachbarbäume, Beschädigungen durch Waldbrände und Blitzschlag, Krankheiten und Schädlingsbefall. Fichten sind beispielsweise sensibel bei Temperaturschwankungen, während Tannen empfindlich auf Wassermangel reagieren. So ist Andrew E. Douglass ein anerkannter Nachweis des Zusammenhangs von Sonnenfleckenaktivitäten und Baumringdicke nie gelungen.
Douglass vermaß die Dicke der Jahresringe von langlebigen Bäumen und trug die Werte in ein Diagramm ein. Er erstellte eine Datensammlung, indem er die charakteristischen Abfolgen von extrem schmalen und breiten Jahresringen (so genannten event years oder Ereignisjahren) von verschieden alten, aber sich zeitlich überlappenden Bäumen auf einer Zeitskala zur Deckung brachte. Mittels dieser „Überlappungstechnik“ (Crossdating-Methode) konnte Douglass auch das Alter von abgestorbenen und verbauten Baumproben bestimmen. Im Jahre 1929 gelang ihm damit die Aufstellung einer 1229 Jahre langen Jahrringchronologie, die ununterbrochen von der Gegenwart bis ins Jahr 700 n. Chr. zurückreicht. Über diese Chronologie konnte er Wohnstätten nordamerikanischer Ureinwohner datieren, als er die Jahresringmuster der archäologischen Fundhölzer in den älteren Abschnitt seiner Chronologie eintrug. Bereits in den dreißiger Jahren konnten auch schwedische, irische und britische Fundorte datiert werden.
Angeregt durch den Erfolg von Douglass, begann der österreichische Botaniker Bruno Huber in den 1930er Jahren mit Baumringforschungen an der Forstlichen Hochschule Tharandt. 1941 gelang ihm der aufsehenerregende Beweis für die Tauglichkeit des Verfahrens in Mitteleuropa. Dabei spielten die bronzezeitlichen Wasserburg-Palisaden in der Federsee-Region eine zentrale Rolle, und ihre Datierung durch Huber markiert den Beginn der dendrochronologischen Untersuchungsmethode in Mitteleuropa. Nach dem Zweiten Weltkrieg führte er seine Forschungen an der Münchener Universität weiter, und es gelang ihm, drei Seeufer-Siedlungen der Ostschweiz derart zu datieren und ihre zeitliche Parallelität nachzuweisen. Da sie der Pfyner und der Cortaillod-Kultur angehörten, war erstmals der Beweis erbracht, dass beide Kulturen gleichzeitig nebeneinander existiert hatten.
Eine entscheidende Weiterentwicklung der Dendrochronologie in Deutschland gelang   Dieter Eckstein Mitte der 1960er Jahre durch die erstmalige Verwendung computergestützter Auswertungsverfahren. Er datierte die Wikingersiedlung in Haithabu bei Schleswig. In der Folge gelang es ihm und anderen Forschern, lange Chronologien für die Holzarten Eiche und Kiefer zu erstellen. Die längsten Zeitreihen reichen bis in die frühe Nacheiszeit zurück.

## Ablauf der Analysen

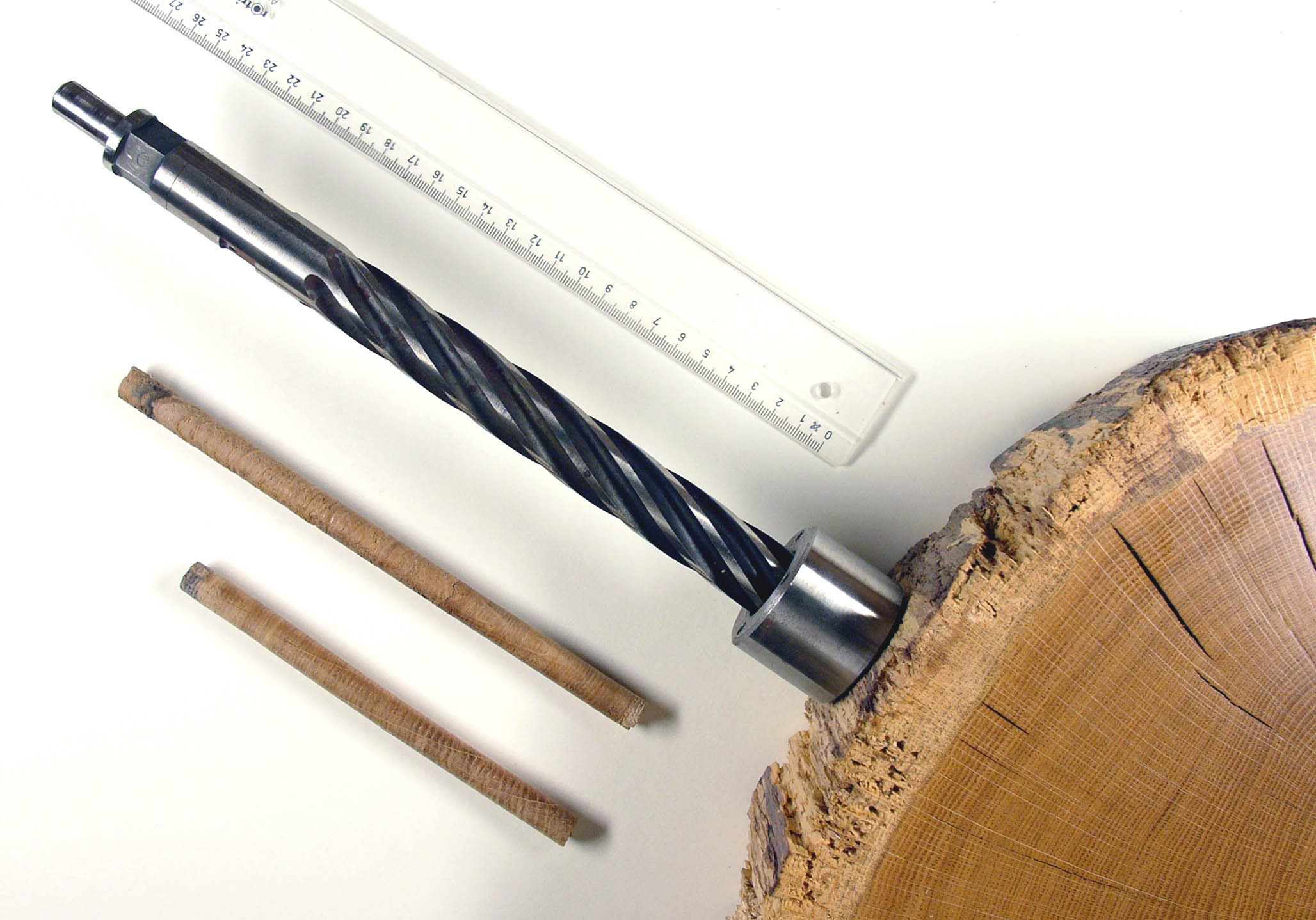
Hohlbohrer für Dendrochronologiebeprobung, links zwei Bohrkerne

Durch die Überlagerung der Ringmuster vieler Bäume (Crossdating-Methode) entsteht eine gemittelte Baumringabfolge (Jahrringchronologie), die aufgrund der überlappenden Lebenszeiten der Bäume viele Jahrtausende abdecken kann. Die Proben (Baumscheiben oder Bohrkerne) werden geglättet und mit einem Kontrastmittel, wie zum Beispiel Kreide, präpariert. Anschließend vermisst man jeden einzelnen Jahrring unter der Lupe. Die Messwerte wurden mit Stift und Papier aufgezeichnet. Die gesamten Messwerte wurden als Zeitreihe auf Transparentfolie gezeichnet. Die Zeitreihen aller gemessenen Bäume wurden schließlich auf dem Leuchttisch jahrweise gegeneinander verschoben und auf optische Übereinstimmung hin geprüft. Bis zur Einführung der elektronischen Datenverarbeitung Mitte des 20. Jahrhunderts war daher die Ermittlung von zeitgleichen Wachstumsabschnitten verschiedener Bäume und die Erstellung der resultierenden Jahrringchronologien eine zeitraubende Angelegenheit. Durch die Einführung spezieller Messgeräte, die die erfassten Messwerte direkt zu einem Computer übertragen haben, wurde die Arbeit sehr erleichtert und auch die statistische Auswertung war mit dem Computer einfacher.
Ein charakteristisches Maß der Übereinstimmung war der Gleichläufigkeitswert (das ist der Prozentsatz der Kurvenintervalle im Überlappungsbereich zweier Kurven, die synchron steigen oder fallen). In der resultierenden Jahrringchronologie treten die gemeinsamen Wachstumsmuster der Bäume stärker hervor, während die individuellen Muster unterdrückt werden. Intervalle, in denen ein hoher Prozentsatz der beteiligten Einzelbäume die gleiche Tendenz (Steigen oder Fallen) aufwies, wurden als Weiserintervalle bezeichnet, denen bei weiteren Vergleichen eine hohe Bedeutung zukam. Mit zunehmender Verfügbarkeit der elektronischen Datenverarbeitung erstellt man diese Vergleiche virtuell im Rechner, wobei inzwischen auch zahlreiche statistische Parameter der Zeitreihenanalyse (etwa der Korrelationskoeffizient) erhoben werden.
Derartige Jahresringchronologien dienen als Referenzmuster zur weiteren Datierung von Baumproben eines Gebiets. Wenn eine Jahrringchronologie Lücken zur Gegenwart aufweist, dann ist nur eine relative Datierung möglich (zum Beispiel Baum A wurde x Jahre früher als Baum B gefällt). Reicht eine Jahrringchronologie jedoch von der Vergangenheit lückenlos bis in die Gegenwart, dann können die Jahresringe einer Baumprobe für diesen Zeitraum absolut und jahrgenau datiert werden. Eine Baumprobe ist undatierbar, wenn sie zum Beispiel keinem Gebiet beziehungsweise keiner Jahrringchronologie zugeordnet werden kann oder wenn sie aus zu wenigen Jahresringen, weniger als ungefähr 80, besteht.
Während die Entnahme von Proben für die Dendrochronologie bei Bauteilen wie z. B. Dachstühlen meist ohne Schwierigkeiten möglich ist, konnten komplexe und empfindliche Objekte, bei denen die Entnahme einer Probe schwere Schäden verursachen würde (z. B. bei Musikinstrumenten, farbig gefassten Altaraufbauten usw.), lange Zeit nicht datiert werden. Mit Hilfe einer Computertomographie lassen sich jedoch mittlerweile dreidimensionale Modelle der Holzstruktur erstellen, die eine zerstörungsfreie dendrochronologische Datierung auch solcher Objekte ermöglichen.

## Wichtige Jahresringtabellen
In einigen Gebieten konnten so für einige Baumarten lückenlose Jahresringtabellen für die letzten 10.000 Jahre erstellt werden (zum Beispiel die mitteleuropäische Eichenchronologie). Eine fehlerfreie Dendrochronologie erlaubt es, jedem Baumring das Jahr seiner Entstehung zuzuordnen.
Ausmaß der erstellten Kurven:
- Hohenheimer Jahrringkalender: im April 2004 lückenlose 12.483 Jahre zurück bis 10.480 v. Chr. in die Jüngere Dryas
- ostmediterrane Kurve (Aegean Dendrochronology Project) bis 1800 v. Chr., Bronzezeit (Stand: 2003)
- Belfast-Chronologie 5474 v. Chr. (2006)
- Englische Standardkurve bis 5012 v. Chr. (2006)
- Bristlecone-Pines-Chronologie
- Sequoiadendron-giganteum-Chronologie

## Anwendungsbeispiele der Dendrochronologie

### In der Naturwissenschaft
Die Dendrochronologie geht in der Naturwissenschaft weit über die Funktion eines reinen Instruments zur Altersbestimmung von Holz hinaus. So können für die Neuzeit auch anhand der Verknüpfung von Klimadaten mit den Jahrringchronologien Klima-Wachstums-Korrelationen hergeleitet werden, welche die Reaktion der Bäume auf Umwelteinflüsse in Einjahres-Auflösung dokumentieren. Ein Aufgabenfeld dieser Ausrichtung der Dendrochronologie besteht darin, Prognosen für das Wachstum von Bäumen und somit für das Ökosystem Wald bei sich verändernden Klimabedingungen (Klimawandel) zu liefern. Da das individuelle Wachstum von Bäumen aber neben den Klimaeinflüssen von vielen anderen Faktoren wie zum Beispiel Alterstrend, anthropogenen Einflüssen, Konkurrenz und dem Zufall abhängt, müssen diese so erst herausgerechnet werden. Dafür bedient sich die Dendrochronologie eines umfangreichen Instrumentariums an mathematischen Methoden.
Vor der Zeit der wissenschaftlichen Wettermessungen (ab 1850), aus der kaum zuverlässige Daten zur Verfügung stehen, wird die Dendrochronologie selbst als indirektes Klimaarchiv herangezogen.
Dendrochronologisch konnte auch für einen ca. zehnjährigen Zeitraum um das Jahr 540 n. Chr. eine Klimakatastrophe belegt werden (siehe auch Pest unter Justinian I., die sogenannte Justinianische Plage, und Michael der Syrer). Als Ursache dieser weltweiten atmosphärischen Trübung werden Einschläge von Kometen oder Vulkanausbrüche vermutet.
Eine Ergänzung zur Dendrochronologie ist die Dendroanalytik, welche die Identifizierung und Quantifizierung von Stoffen wie zum Beispiel Schwermetallen in den Jahrringen ermöglicht.

### In der Bauforschung und Denkmalpflege

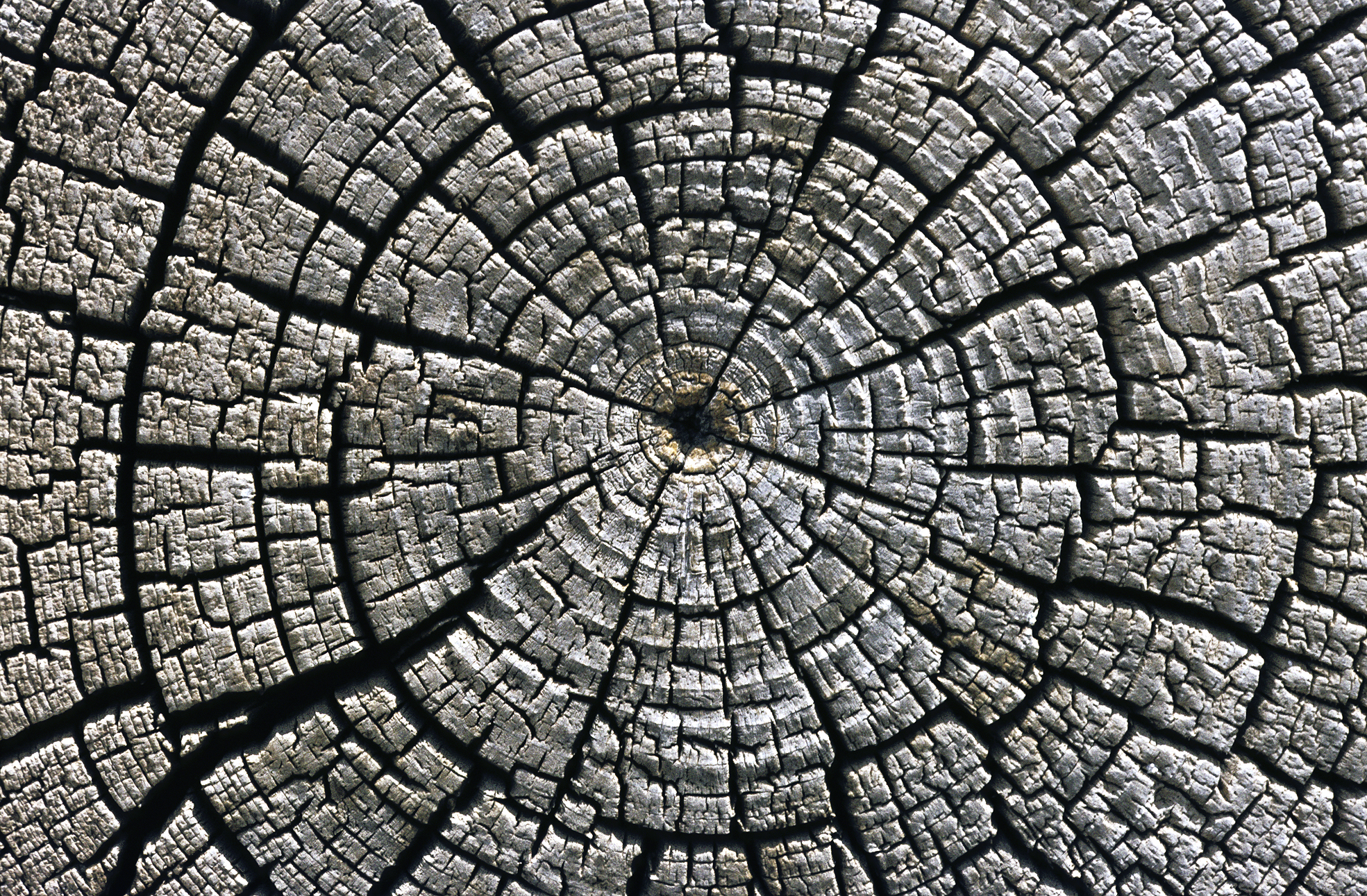
Verwitterte Jahresringe an einem etwa im Jahr 1111 gefällten Baumstamm in dem Aztec Ruins National Monument

Mit Hilfe der Jahrringanalyse bei verbauten Hölzern können Bauzeiten von Gebäuden sehr genau ermittelt werden. Sie leistet dabei einen sehr wichtigen Beitrag für die Bauforschung und Kulturgeschichte von Gebäuden (Denkmalpflege). Die Genauigkeit der Datierung ist jedoch von mehreren Faktoren abhängig; präzise ist sie nur, wenn
1. das verbaute Holz noch die sogenannte Waldkante zeigt, wenn
2. das Holz erstverwendet wurde und sich
3. noch am Ort der Erstverwendung befindet („in situ“).

In der Regel ist das Fälljahr des Baumes identisch mit dem Jahr des Einbaus. Fehlen äußere Jahresringe (Differenz zur Waldkante), sind nur Annäherungswerte möglich. Ist noch äußeres Splintholz vorhanden so kann das Fälldatum durch die bekannten minimalen und maximalen Splintholzringen eingegrenzt werden. (z. B. „± 10 Jahre“) Ist nur Kernholz vorhanden, so kann durch Zuzählung der Mindestanzahl an Splintholzringen nur das früheste Fälljahr ermittelt werden (z. B „nach 1786“).
Zeigt das Bauholz Bearbeitungsspuren (z. B. Nuten), die nicht mit der letzten Verwendung zusammenhängen („Zweitverwendung“), ist es also vorher schon einmal in einem anderen Bau verwendet worden, liegt das Fälldatum (Dendrodatum) in der Regel vor der Erbauungszeit des nun untersuchten Gebäudes, das dann also jünger ist. Während ein Holzbalken als Türsturz schlecht auswechselbar ist, kann er in einem Dachstuhl später als Reparaturmaßnahme eingefügt worden sein. Besonders ausführliche Erfahrungen wurden in der Niederlausitz bei vom Braunkohletagebau bedrohten Dorfkirchen und ihren hölzernen Vorgängerbauten gemacht.
Da die Jahresringtabellen inzwischen immer stärker nach Baumarten und Regionen differenziert werden (z. B. „norddeutsche Eichenkurve“), sind Aussagen über die Herkunft der Bauhölzer möglich einschließlich von Rückschlüssen. So ließ sich bei der Untersuchung der mittelalterlichen Stadtkerne der Hansestädte an der Ostsee feststellen, ab wann die umliegenden Wälder abgeholzt waren, so dass Importe aus den skandinavischen Ländern erforderlich wurden.

### In der kunstgeschichtlichen Forschung
Spektakuläre Erfolge erreichte die Dendrochronologie inzwischen bei Untersuchungen zur spätmittelalterlichen Tafelmalerei. Die Analysen der Eichentafeln, auf denen etwa Hieronymus Bosch zu malen pflegte, führten zu dem eindeutigen Ergebnis, dass eine ganze Reihe von bislang Bosch zugeschriebenen Werken aus dem Gesamtœuvre ausgeschieden werden mussten, weil die Tafeln von Bäumen stammten, die erst nach Boschs Tod gefällt worden waren. Bedeutsam ist die Dendrochronologie auch für die niederländische Tafelmalerei des 16. und 17. Jahrhunderts.
Auch zur zeitlichen Einordnung des beim Bau von Musikinstrumenten (Streich-, Zupf- und Tasteninstrumenten) verwendeten Holzes wird die Dendrochronologie eingesetzt. Neben der genauen Datierung bei bekannten Herstellungsorten kann die Methode in der Umkehrung auch Hinweise auf die Herkunft des Holzes und die Holzverwendung in verschiedenen Werkstätten, wie z. B. der des Geigenbaumeisters Jakobus Stainer, geben. Ein bedeutendes Beispiel ist die Stammgleichheit der Stradivari „Messias“ und einer Geige von Giovanni Battista Rogeri. Es konnte nachgewiesen werden, dass die Decken der beiden Geigen aus demselben Baumstamm (Fichte) gebaut wurden.
In wissenschaftlichen Publikationen werden dendrochronologisch ermittelte Datierungen häufig durch den Zusatz „(d)“ gekennzeichnet, also etwa 1497(d).

### Zur Methode
- M. G. L. Baillie: A Slice through Time. Dendrochronology and precision Dating. Batsford, London 1995, ISBN 0-7134-7654-0.
- Bernd Becker: Dendrochronologie. In: Erwin Keefer (Hrsg.): Die Suche nach der Vergangenheit. 120 Jahre Archäologie am Federsee, Katalog zur Ausstellung, Württembergisches Landesmuseum Stuttgart, 1992, ISBN 3-929055-22-8, S. 60 f.
- Grahame Clark: Archaeology and Society. Methuen, London 1939, S. 141–143.
- E. R. Cook, L. A. Kairiukstis: Methods of Dendrochronology. Applications in the Environmental Sciences. Kluwer Academic Publishers, Dordrecht u. a. 1990, ISBN 0-7923-0586-8.
- Wolfgang Gruhle und Burghart Schmidt: Klimaspuren der Bäume. Strahlungsschwankungen der Sonne als Impulsgeber. Nünnerich-Asmus, Mainz 2017, ISBN 978-3-96176-003-9.
- Erwin Keefer: Bruno Huber und die Wasserburg-Palisaden. In: Erwin Keefer (Hrsg.): Die Suche nach der Vergangenheit. 120 Jahre Archäologie am Federsee, Katalog zur Ausstellung, Württembergisches Landesmuseum Stuttgart, 1992, ISBN 3-929055-22-8, S. 62.
- Peter Klein,  Dieter Eckstein: Die Dendrochronologie und ihre Anwendung. In: Spektrum der Wissenschaft. 1, 1988, ISSN 0170-2971, S. 56–68.
- Fritz Hans Schweingruber: Der Jahrring. Standort, Methodik, Zeit und Klima in der Dendrochronologie. Haupt, Bern u. a. 1983, ISBN 3-258-03120-7.

### Erweiterung der Kurven
- Sturt W. Manning, Bernd Kromer, Peter Ian Kuniholm, Maryanne W. Newton: Confirmation of near-absolute dating of east Mediterranean Bronze-Iron Dendrochronology. In: Antiquity. Oxford 77, 2003, ISSN 0003-598X, online.

### Anwendungsbeispiele
- Mike Baillie: Exodus to Arthur. Catastrophic Encounters with Comets. Batsford, London 1999, ISBN 0-7134-8352-0.
- Peter Klein: Dendrochronological Analysis of Works by Hieronymus Bosch and his Followers. In: Jos Koldeweij, Bernard Vermet (Hrsg.): Hieronymus Bosch. New Insights Into His Life and Work. NAi Publishers, Ghent u. a. 2001, ISBN 90-5662-214-5, S. 121–131.
- Micha Beuting, Peter Klein: Dendrochronologische Untersuchungen an Streichinstrumenten von Jacob Stainer. In: Rudolf Hopfner: Jacob Stainer „… kayserlicher diener und geigenmacher zu Absom“. Herausgegeben von Wilfried Seipel. Skira, Mailand 2003, S. 167–171, ISBN 3-85497-060-9 (Ausstellungskatalog, Kunsthistorischen Museums Wien, Schloß Ambras, 4. Juni – 31. Oktober 2003).
- Micha Beuting: Holzkundliche und dendrochronologische Untersuchungen an Resonanzholz als Beitrag zur Organologie. Kessel-Verlag, Remagen-Oberwinter 2004, ISBN 3-935638-48-5 (Zugleich: Hamburg, Univ., Diss., 2003).
- Micha Beuting: Dendrochronologische Datierung von Streichinstrumenten des 15. und 16. Jahrhunderts unter besonderer Berücksichtigung der Geigenbauer Linarolo und Ciciliano. In: Technologische Studien. 8, 2009, ZDB-ID 2180772-3 S. 177–213.
- Arjan Versteeg: Blood brothers, Messiah dendrochronology. In: The Strad. März, 2011. Online (PDF; 2,28 MB)